# 이집트 복음서
《이집트 복음서(Gospel of the Egyptians)》는 1945년에 발견된 나그함마디 문서에 포함되어 있는 나스티시즘 문헌 중의 하나이다. 《콥트어 이집트 복음서(Coptic Gospel of the Egyptians)》라고도 하는데, 정확한 명칭은 《불가시의 위대한 영의 신성한 책(Holy Book of the Great Invisible Spirit)》이다.
나그함마디 문서에서는 《이집트 복음서》의 두 판본이 들어 있는데, 하나는 코덱스 III에 다른 하나는 코덱스 IV에 포함되어 있다. 한편, 《이집트 복음서》는 《그리스어 이집트 복음서(Greek Gospel of the Egyptians)》와는 내용이 완전히 다른 문헌이다.
《이집트 복음서》는 나스티시즘의 관점에서, 지상계가 어떻게 출현하게 되었으며,  지상계라는 감옥으로부터 사람들의 영혼을 구출하기 위해 어떻게 셋이 예수로 화신하여 나타나게 되었는가를 주로 다루고 있다.
또한 《이집트 복음서》에는 찬가 한 편이 포함되어 있는데, 이 찬가의 일부분은, 적어도 외적인 모습 그대로서는, 의미 없는 연속된 모음들로 이루어져 있다. (아마도 초기 기독교의 방언이 아닌가 하고 추측되고 있다.) 다만, 마지막 단락의 모음들("u aei eis aei ei o ei ei os ei")은  다음과 같이 해석될 수 있다.
(당신은) 영원히 항상 아들(Son)로서 존재하는 분이시니. 당신은 당신께서 행하시는 그대로의 당신이시며, 당신은 당신의 있는 그대로의 당신이십니다.

## 같이 보기
- 복음서 목록
- 신약 외경